# Biskupová
Biskupová és un poble i municipi d'Eslovàquia que es troba a la regió de Nitra, al sud-oest del país.
La primera menció escrita de la vila es remunta al 1326.

## Demografia
| Godina             | 1994 | 2004    | 2014   | 2024   |
| ------------------ | ---- | ------- | ------ | ------ |
| Nombre de persones | 197  | 242     | 246    | 241    |
| Diferència         |      | +22,84% | +1,65% | −2,03% |

| Godina             | 2023 | 2024   |
| ------------------ | ---- | ------ |
| Nombre de persones | 246  | 241    |
| Diferència         |      | −2,03% |